# Centrale de mesure
 (avril 2014).
Une centrale de mesure est un organe électrotechnique servant à mesurer et à analyser un réseau électrique. Une centrale de mesure concentre les fonctions de plus d'une dizaine d'outils électriques tels que les wattmètres, ampèremètres, etc. Au cœur de la politique de Smart Grid, une centrale de mesure s'intègre dans une politique de gestion de l'énergie, principalement dans le secteur de l'industrie.

## Spécifications matérielles

### Modulaire / Panneau frontal
Il existe deux systèmes de fixation pour les centrales de mesure : sur rail DIN (EN60999-1) ou en panneau frontal.

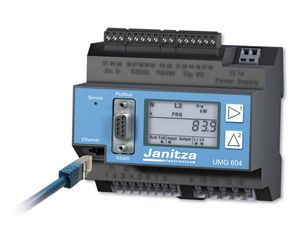
Centrale de mesure modulaire Janitza UMG 604
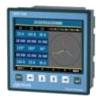
Centrale de mesure à panneau frontal Janitza UMG 508
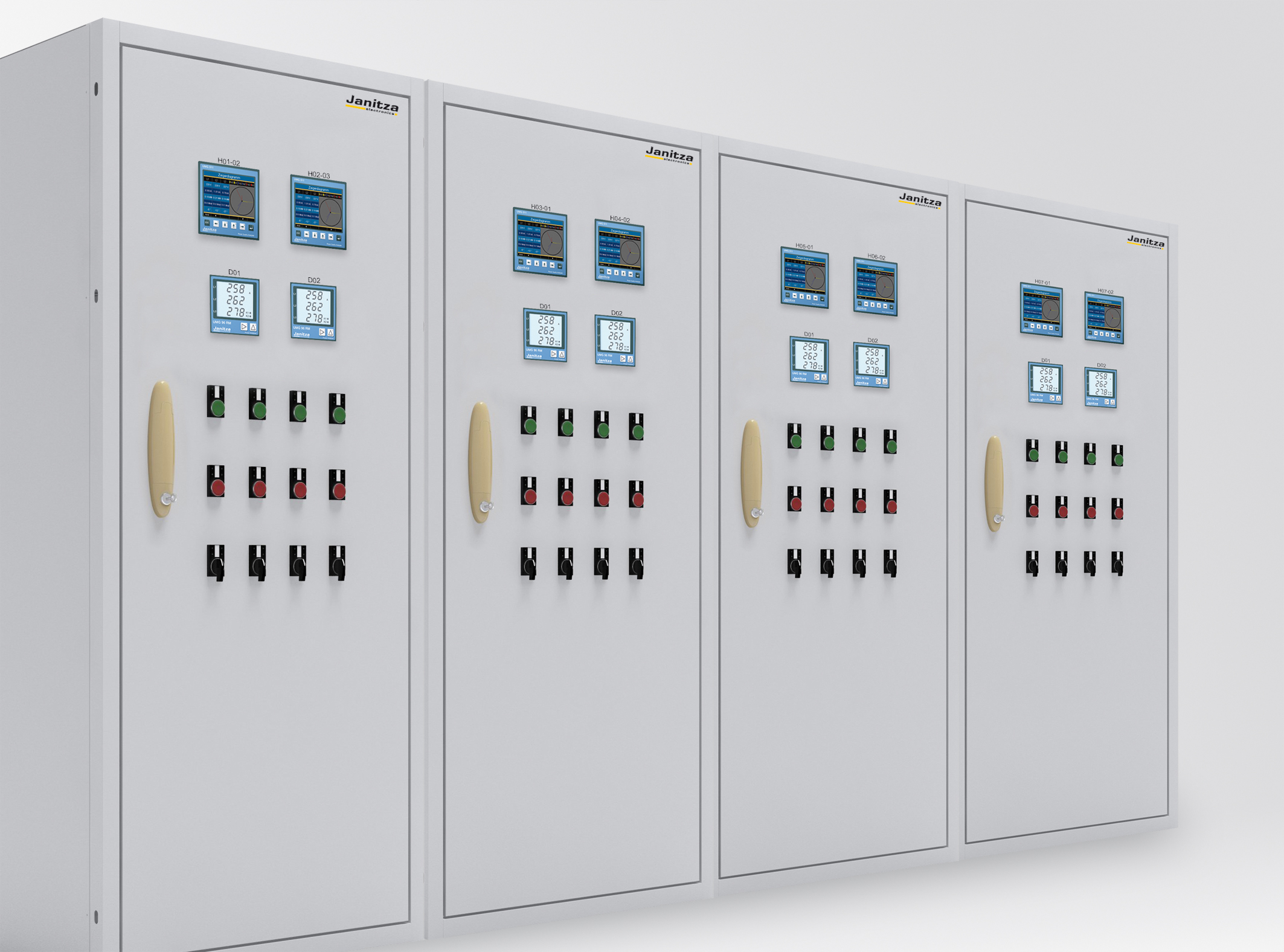
Exemple d'armoire d'automates avec centrales de mesure en façade

La solution modulaire permet à la centrale de mesure de s'intégrer directement dans une armoire électrique. Le gain de place est important et le travail de l'installateur est ainsi facilité.
La solution en panneau frontal (96*96 mm ou 144*144 mm) permet d'avoir une visibilité directe des données de la centrale de mesure.

### Caractéristiques techniques
- la précision

Selon les centrales de mesure, la précision dans les mesures peut varier. En règle générale, il existe quatre classes de précision : 1 %, 0,5 %, 0,2 % et 0,1 %.
- les entrées et sorties numériques

Une centrale de mesure est outil communicant. Ainsi elle peut être équipée d'entrées et de sorties numériques. Une entrée numérique permet par exemple à la centrale de mesure de comptabiliser les impulsions émises par tout autre appareil de mesure (compteur électrique, compteur d'eau, etc.) pour la télérelève des consommations. Une sortie numérique est un signal envoyé par la centrale de mesure pour un relais par exemple.
- le nombre de valeurs mesurées

Le nombre de valeurs mesurées dépend du niveau de précision de la centrale de mesure. D'informations de base comme la tension ou l'intensité par phase, une centrale de mesure peut relever des mesures très perfectionnées telles que le taux de distorsion harmonique, les harmoniques jusqu'au rang 63 ou les flickers.
- la mémoire interne

La plupart des centrales de mesure possèdent une mémoire interne qui permet de conserver en mémoire les valeurs maximales et minimales des grandeurs mesurées sur le réseau électrique. 
Cependant certaines centrales de mesures possèdent une mémoire interne (de 512k à 256 MB) ce qui permet de stocker toutes les données mesurées par la centrale de mesure. Pour éviter que la mémoire interne de la centrale de mesure sature, il faut synchroniser régulièrement la centrale de mesure avec un ordinateur. Cela permet d'exporter et d'analyser les données en libérant de la mémoire sur la mémoire interne de la centrale de mesure.
- les entrées analogiques

Les entrées analogiques (0…20 mA ou 4…20 mA) permettent à la centrale de mesure de collecter les données de presque toutes les valeurs possibles.
Certaines centrales de mesure sont aussi équipées d'une entrée de température du style PT100 ou KTY83.

## Interfaces et protocoles
Les centrales de mesure sont des appareils de mesure communicants. Elles permettent de mettre en place un système de gestion de l'énergie avec la possibilité de traiter les données sur ordinateur. Afin que ceci soit possible, elles utilisent de nombreux interfaces et protocoles de communication.

### Interface
En électronique une interface est le support utilisé pour communiquer : câble, USB, etc. Cela permet à deux entités physiques de communiquer entre elles.
- RS232

Répondant aux standards définis par la norme ISO 2110, le RS232 ou "port série" permet à des centrales de mesure, automates ou ordinateurs par exemple de communiquer entre eux sur une distance maximale de 30 mètres.
- RS485

Le RS485 est une des interfaces de communication les plus répandues. Largement utilisé dans l'industrie, le RS485 permet à un maximum de 32 centrales de mesures de communiquer sur une distance totale de 1 200 mètres pour un débit de 38.4k.
- Profibus

Développé par Siemens cette interface est surtout utilisée dans le domaine de l'automatisme industriel. Fondé sur le RS485 le Profibus permet de connecter jusqu'à 32 centrales de mesure sur 1 200 mètres pour un débit de 9.6k.
- M-Bus

Ne nécessitant que deux fils pour le câblage, le M-Bus est la solution la plus simple pour relier des centrales de mesure entre elles. Peu coûteux, le M-Bus est défini par les normes EN13757-2 et EN13757-3.
- LON

Utilisée principalement dans la gestion centralisée des bâtiments (GTB) cette interface permet la communication entre les centrales de mesure et les automates. En fonction de la structure du réseau et du câblage, il est possible d'utiliser cette interface sur une distance totale de 2 700 mètres.

## Normes et réglementations
- Ethernet

L'interface Ethernet est la solution optimale pour la communication des données entre plusieurs centrales de mesure. Répondant à la norme ISO/IEC8802-3 et câblé en RJ45, le câble Ethernet permet de relier directement la centrale de mesure à un ordinateur ou au réseau Ethernet de l'entreprise par un switch. La particularité de cette solution est la possibilité de consulter les données de votre centrale de mesure directement sur Internet si elle possède sa propre adresse IP.
- USB

Présent sur certaines centrales de mesure, le port USB sert la plupart du temps à connecter la centrale de mesure à un ordinateur uniquement pour la phase de configuration.

### Protocoles
Si l'interface est le contenant, le protocole est le contenu. Il donne une signification aux données brutes transmises par les centrales de mesure et permet la communication entre différents appareils.
- ModBus RTU

Utilisé principalement par les interfaces RS232 et RS485, il est très présent dans l'automatisme et dans l'industrie avec les centrales de mesure. Fonctionnant de manière cyclique, il garantit une fiabilité de réseau de communication.
- Profibus

Utilisé par l'interface du même nom, il fonctionne lui aussi de manière cyclique et majoritairement utilisé pour la communication en automates et centrales de mesure.
- LON Talk

Ce protocole est utilisé dans la domotique et la gestion des bâtiments. Défini par la norme ANSI/CEA 709.1, il permet l'intégration d'une centrale de mesure dans une gestion automatisée des bâtiments.
- BACnet

Établi par l'ASHRAE, ce protocole est utilisé pour la gestion technique des bâtiments.
- ModBus TCP/IP

Fonctionnant avec l'interface Ethernet, il permet entre autres d'exporter les données relevées par les centrales de mesure sur Internet.

### IEC EN60999-1/DIN EN 50022
Norme développée par la Commission électrotechnique internationale, elle fixe les standards à respecter concernant la fixation des appareillages électrotechniques. Elle détermine notamment les dimensions du rail DIN, utilisé pour intégrer les centrales modulaires dans les armoires électriques.

### EN60529
L'Indice de protection, réglementé par la norme EN60529 élaborée par la CEI, est un standard international relatif à l'étanchéité. Les centrales de mesure Janitza par exemple sont IP20 ou IP50, c'est-à-dire qu'elles sont étanches aux chutes de gouttes d'eau jusqu'à 15° de la verticale ou protégées contre les jets d'eau de toutes directions à la lance.

### EN61557-12:2008
La norme 61557-12 de la CEI garantit à l’utilisateur d’avoir un produit qui correspond à toutes les exigences d’un réseau de distribution électrique, aussi bien métrologiquement, mécaniquement et environnementalement (CEM, température…)

### EN61000-4-30
Cette norme CEI définit les algorithmes de mesure corrects pour les appareils de mesure de la qualité de l'énergie comme les centrales de mesure.
L'EN61000-4-30 inclut des paramètres tels que : la fréquence, les flickers, les interruptions de tension, la balance entre phases, les harmoniques, les chutes de tension, les interharmoniques, etc.
Une centrale de mesure qui atteint les niveaux de performances les aboutis est une centrale de classe A. Une centrale de mesure classe A va mesurer et retranscrire exactement les mêmes signaux qui lui ont été soumis. Ainsi, si un défaut d'alimentation électrique détériore des installations, les données mesurées par la centrale de mesure A sont considérées comme des preuves légales pour mettre en évidence une défaillance du fournisseur d'électricité.

### EN50160
Cette norme définit les paramètres concernant la qualité de l'énergie fournie par le distributeur. Elle fixe les standards en matière de tension :
- d'alimentation
- nominale
- d'alimentation déclarée

Elle fixe aussi les conditions normales d'exploitation, les variations de tensions acceptables, les paramètres concernant les flickers et les surtensions transitoires.

### EN16001 / ISO50001
Dans le but de codifier et de réglementer la mise en place de systèmes de management de l'énergie, les instances internationales ont mis en place des objectifs quant à la consommation énergétique, l'émission de CO2 et les dépenses énergétiques.
Un système de management de l'énergie tend à aider les entreprises à optimiser de façon systématique, économique et écologique leurs dépenses énergétiques. Cette norme permet entre autres :
- une réduction d'impôts dès 2012
- la mise en conformité avec les directives européennes
- la transparence des consommations énergétiques dans l'entreprise
- l'optimisation des contrats d'énergie
- etc.

## Support logiciel
Une fois toutes les données collectées par la centrale de mesure, il est essentiel de posséder une solution logicielle pour pouvoir exploiter ces informations sur le réseau électrique afin de faire du management de l’énergie.
Ce type de solution doit permettre : 
- la production de rapports portant sur la qualité de l'énergie
- l'établissement de statistiques pour permettre de dégager une tendance via l'utilisation de graphique
- le monitoring des valeurs électriques
- la mise en place d'alertes e-mail
- une politique de gestion de seuils de dépassement
- etc.

### Régime de neutre
Sur certaines centrales de mesure, le raccordement du neutre (régime de neutre) à la centrale de mesure est obligatoire. On parlera de système triphasé. Cependant il existe des centrales de mesure qui ne nécessitent pas de raccordement au neutre. On parlera alors de système tétraphasé.

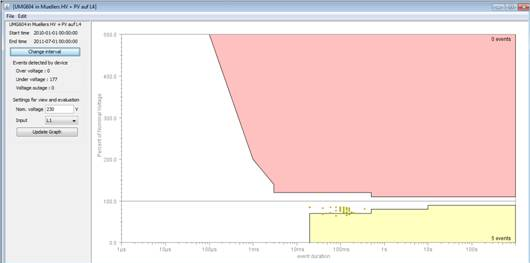
Courbe ITIC
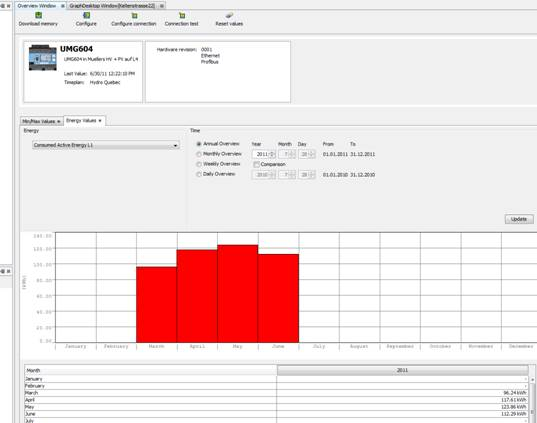
Tableau statistiques
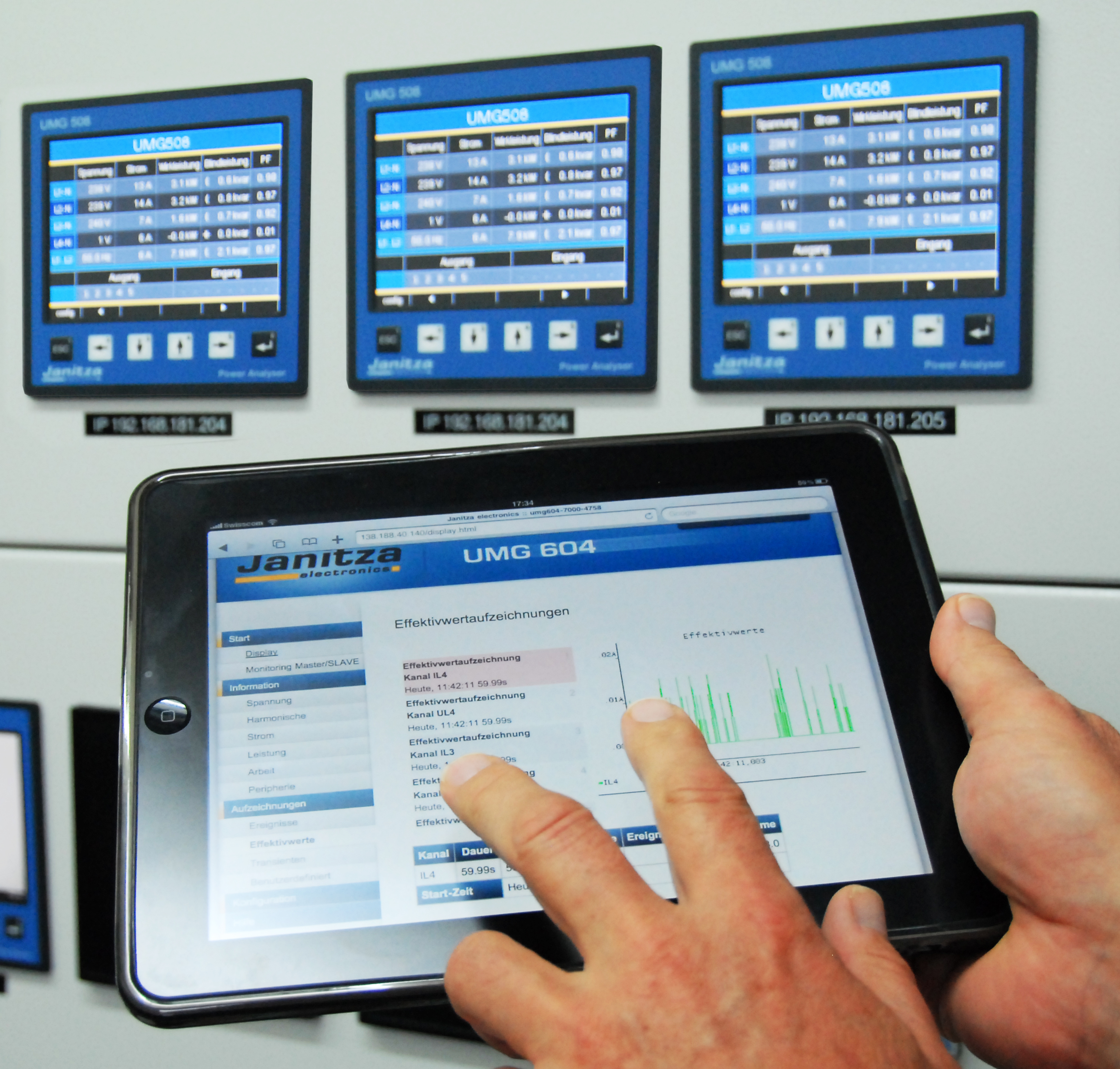
Application sur tablette tactile